# Фрийс, Кристиан Эмиль
Кристиан Эмиль Фрийс Фризенборг (1817—1896) — граф, датский политический деятель.
В 1858 г. избран в ригсдаг, где занял видное место во главе партии независимых.
В 1865 г. он сформировал свой кабинет, в котором пост министра финансов занял Фоннесбек, а пост министра внутренних дел — Эструп. Министерство покончило конституционную борьбу проведением конституции 1866 г., изменявшей конституцию 1849 г. в консервативном направлении, провело реорганизацию армии и подоходный налог и пало в 1870 г. вследствие столкновения с фолькетингом из-за его проекта значительного усиления армии.